# لیلیان الیوت
لیلیان الیوت (انگلیسی: Lillian Elliott؛ ‏ ۲۴ آوریل ۱۸۷۴ – ۱۵ ژانویهٔ ۱۹۵۹) بازیگر اهل کانادا بود.
از فیلم‌هایی که وی در آن‌ها نقش داشته است، می‌توان به تیم اضطراری، پالی هنرمند سیرک، لالایی شکسته، آوای فاخته، شاهنشاه و شهر اشاره نمود.